# ۱۶ نوامبر
۱۶ نوامبر در تقویم گرگوری، سیصد و بیستمین (در سال‌های کبیسه سیصد و بیست و یکمین) روز سال است. ۴۵ روز تا پایان سال باقی است.

## مناسبت‌ها
- روز جهانی مدارا

## رویدادها
- ۱۹۴۵ - یونسکو ایجاد شد
- ۱۹۵۹ - ایران – در ایران ۸۰۰۰ دبستان و ۱۱۰۰ دبیرستان وجود دارد
- ۱۹۶۱ - کرمانشاه - محمد رضا شاه پهلوی سندهای مالکیت ۲۴۶۴ زمین‌های کشاورزی را به دهقانان اعطا می‌کند
- ۱۹۷۲ - کنوانسیون حفاظت از میراث جهانی فرهنگی و طبیعی تصویب شد

## زادروزها
- ۱۷۱۷ - ژان لروند دالامبر، ریاضیدان، فیزیکدان فرانسوی
- ۱۹۴۶ - مهستی، خوانندهٔ ایرانی.
- ۱۹۲۲ - ژوزه ساراماگو، نویسنده پرتغالی، برنده جایزه ادبی نوبل ۱۹۸۸
- ۱۹۷۶ – فابیو مالبرتی، دوچرخه‌سوار اهل ایتالیا
- ۱۹۸۷ – آلساندرو ماتزی، دوچرخه‌سوار اهل ایتالیا

## درگذشت‌ها
- ۱۳۳۵ - کشته‌شدن بغداد خاتون، از زنان بانفوذ چوپانیان و همسر ابوسعید.
- ۱۳۶۷ - ابن عقیل، زبان‌شناس، ادیب و مفسر مصری.
- ۲۰۰۲ - حسین بیکار، نقاش و طراح برجسته مصری.